# Edward Osóbka-Morawski
Edward Bolesław Osóbka-Morawski (Phát âm tiếng Ba Lan: ['edvart ɔˈsupka mɔˈrafskʲi] ⓘ; 5 tháng 10 năm 1909 - 9 tháng 1 năm 1997) là một nhà hoạt động và chính trị gia người Ba Lan thuộc Đảng Xã hội Ba Lan trước Chiến tranh thế giới thứ hai, và sau khi Liên Xô tiếp quản Ba Lan, đồng thời là Chủ tịch Chính phủ lâm thời do Cộng sản thống trị, Ủy ban Giải phóng Dân tộc Ba Lan (Polski Komitet Wyzwolenia Narodowego) được thành lập ở Lublin với sự chấp thuận của Stalin.
Vào tháng 10 năm 1944, Osóbka-Morawski được trao vai trò Bộ trưởng Bộ Ngoại giao và Nông nghiệp. Vài tháng sau, vào tháng 6 năm 1945, ông được bổ nhiệm làm Thủ tướng Chính phủ Lâm thời Thống nhất Quốc gia (Tymczasowy Rząd Jedności Narodowej), giữ vị trí này cho đến tháng 2 năm 1947. Osóbka-Morawski tin rằng Đảng Xã hội Ba Lan nên sáp nhập với Đảng Nông dân Ba Lan, một đảng không cộng sản khác ở Ba Lan, để thành lập một mặt trận thống nhất chống lại Đảng Công nhân Cộng sản Ba Lan. Tuy nhiên, một nhà cộng sản nổi tiếng khác, Józef Cyrankiewicz lập luận rằng Đảng Xã hội Ba Lan nên ủng hộ những nhà cộng sản trong khi phản đối việc thành lập một nhà nước đơn đảng. Đảng Cộng sản, với sự hỗ trợ của Liên Xô, đã buộc Osóbka-Morawski từ chức để ủng hộ Cyrankiewicz.
Osóbka-Morawski sẽ làm hòa với những người Cộng sản, và dần dần trở thành một người theo chủ nghĩa Stalin. Tuy nhiên, vào năm 1949, ông bị bãi nhiệm chức vụ mới được nhận là Bộ trưởng Bộ Hành chính vì có khuynh hướng "lệch lạc". Ông được tái chấp nhận vào Đảng Cộng sản, giờ được gọi là Đảng Công nhân Thống nhất Ba Lan, trong cuộc cách mạng Tháng Mười Ba Lan năm 1956. Sau đó, ông đã làm việc với tư cách là một quan chức của đảng trong suốt phần lớn cuộc đời của mình ở Cộng hòa Nhân dân Ba Lan trước cuộc Cách mạng năm 1989, và vào năm 1990, ông đã thất bại trong nỗ lực tái tạo Đảng Xã hội Ba Lan cũ. Ông mất tại Warszawa năm 1997.